# Золоторуда
Золото́руда́ (рос. Золоторуда) — селище у складі Сухолозького міського округу Свердловської області.
Населення — 15 осіб (2010, 17 у 2002).
Національний склад населення станом на 2002 рік: росіяни — 94 %.